# 크리스 애쉬워스
크리스 애쉬워스(Chris Ashworth, 1975년 3월 13일 ~ )는 미국의 배우, 텔레비전 배우이다.

## 영화
- 인 비노 (2017년)
- 엑스트라오디너리 (2017년)
- 딥워터 호라이즌 (2016년) - 해안 경비대 장교 역
- 더 디멘티드 (2013년)
- 스페이스 워리어스 (2013년)
- 터미네이터: 미래전쟁의 시작 (2009년) - 리치터 역
- 섹스 앤 라이즈 인 신 시티 (2008년)
- 러브 라이즈 블리딩 (2008년) - 에디 역
- 로스트 룸 (2006년)
- 더 와이어 시즌1 (2002년)
- 리플레이스먼트 (2000년)